# Too big to fail
Too big to fail (česky příliš velké na to, aby zkrachovalo) je princip makroekonomické a politické teorie, dle které mohou být finanční nebo průmyslové podniky tak velké, že jejich bankrot by ohrozil celé hospodářství. Proto je stát musí chránit před potenciálním bankrotem s použitím veřejných výdajů. Stát nebo centrální banka jim proto má pomoci například tím, že se zaručí za jejich dluhy, že je převezme nebo odkoupí jejich podíly, a tak se je pokusí před bankrotem zachránit. Řada států včetně bývalého Československa tak skutečně jednala a jedná, zejména v obdobích hospodářských krizí, s lepšími i horšími výsledky.

## Historie
Až do roku 1950 mohla americká národní banka Federální rezervní systém ohroženou banku buď nechat zbankrotovat, nebo odkoupit její podíly. Zákon z roku 1950 jí navíc umožnil, aby ohrožené bance poskytl půjčku. Tato možnost se začala využívat až mnohem později, v 80. letech, rozšířila se však v době finanční krize od roku 2008. Některé vlády podobně zachraňovaly i velké průmyslové podniky, aby zabránily růstu nezaměstnanosti a podobně.
Kritikové soudí, že se i sebevětší podniky mají nechat zbankrotovat, protože v dlouhodobém měřítku bude hospodářství zdravější a stát se nebude tolik zadlužovat. Spor se vede také o tom, jak rozlišit „příliš velké“ banky a podniky. Předseda americké centrální banky Alan Greenspan navrhl, že „příliš velké“ banky se má finanční regulátor pokusit rozdělit, aby k takovým případům nedocházelo.  Jiní navrhují, aby se příliš velké podniky progresivně zdaňovaly a vytvářela se tak rezerva pro případ krize.

## Československo
Po privatizaci v 90. letech se řada velkých průmyslových podniků, které se dostaly do potíží (například kladenské ocelárny), domáhala pomoci státu, který tehdy ještě státní banky nutil, aby jim poskytovaly další půjčky. To nakonec vedlo k tomu, že se velké banky samy dostaly do potíží a stát je pak sanoval převzetím jejich klasifikovaných úvěrů a nedobytných pohledávek, což byla hlavní příčina hospodářské recese konce 90. let.

## Světová finanční krize
Ve světové finanční krizi od roku 2008 americká vláda i řada evropských vlád poskytla pomoc bankám i velkým průmyslovým podnikům (například americkým automobilkám, německé firmě Opel a dalším). O jejich úspěšnosti se vedou spory, vlády však pod tlakem veřejnosti sotva mohly jednat jinak. Podobný problém vznikl u evropských zemí, které platí eurem a dostaly se do finančních potíží (Řecko, Irsko). Protože jejich bankrot by mohl vést k občanským nepokojům a ohrozit samu měnu, vytvořila Evropská unie velký rezervní fond, který jim poskytl výhodné půjčky, vymínil si však zavedení úsporných opatření a reforem.